# Reit im Winkl
Reit im Winkl é um município da Alemanha, situado no distrito de Traunstein, no estado da Baviera. Tem 70,99 km² de área, e sua população em 2019 foi estimada em 6.975 habitantes.